# NGC 7287
NGC 7287 – prawdopodobnie gwiazda potrójna znajdująca się w gwiazdozbiorze Wodnika. Skatalogował ją Frank Muller w 1886 roku, opisując jako bardzo słabo widoczną, lekko zamgloną gwiazdę podwójną. Jednak w podanej przez niego pozycji nic takiego nie ma, stąd niepewna identyfikacja obiektu. Niektóre źródła podają, że NGC 7287 to para galaktyk PGC 68959 i PGC 68960.